# Roestkruinmeesstekelstaart
De roestkruinmeesstekelstaart (Leptasthenura pileata) is een zangvogel uit de familie Furnariidae (ovenvogels).

## Verspreiding en leefgebied
Deze soort is endemisch in Peru en telt drie ondersoorten:
- L. p. cajabambae: noordelijk en centraal Peru.
- L. p. pileata: het westelijke deel van centraal Peru.
- L. p. latistriata: het zuidelijke deel van centraal Peru.

## Status
De grootte van de populatie is niet gekwantificeerd maar de soort wordt omschreven als vrij algemeen. Op de Rode lijst van de IUCN heeft deze soort de status niet bedreigd.